# Krasnaja Polana
Krasnaja Polana (ros. Красная Поляна, abchaski Гәбаадәы, gruz. კრასნაია-პოლიანა, hist. Kbaade) – osiedle typu miejskiego w Rosji, w Kraju Krasnodarskim, oddalone o ok. 40 km od Soczi.

## Historia

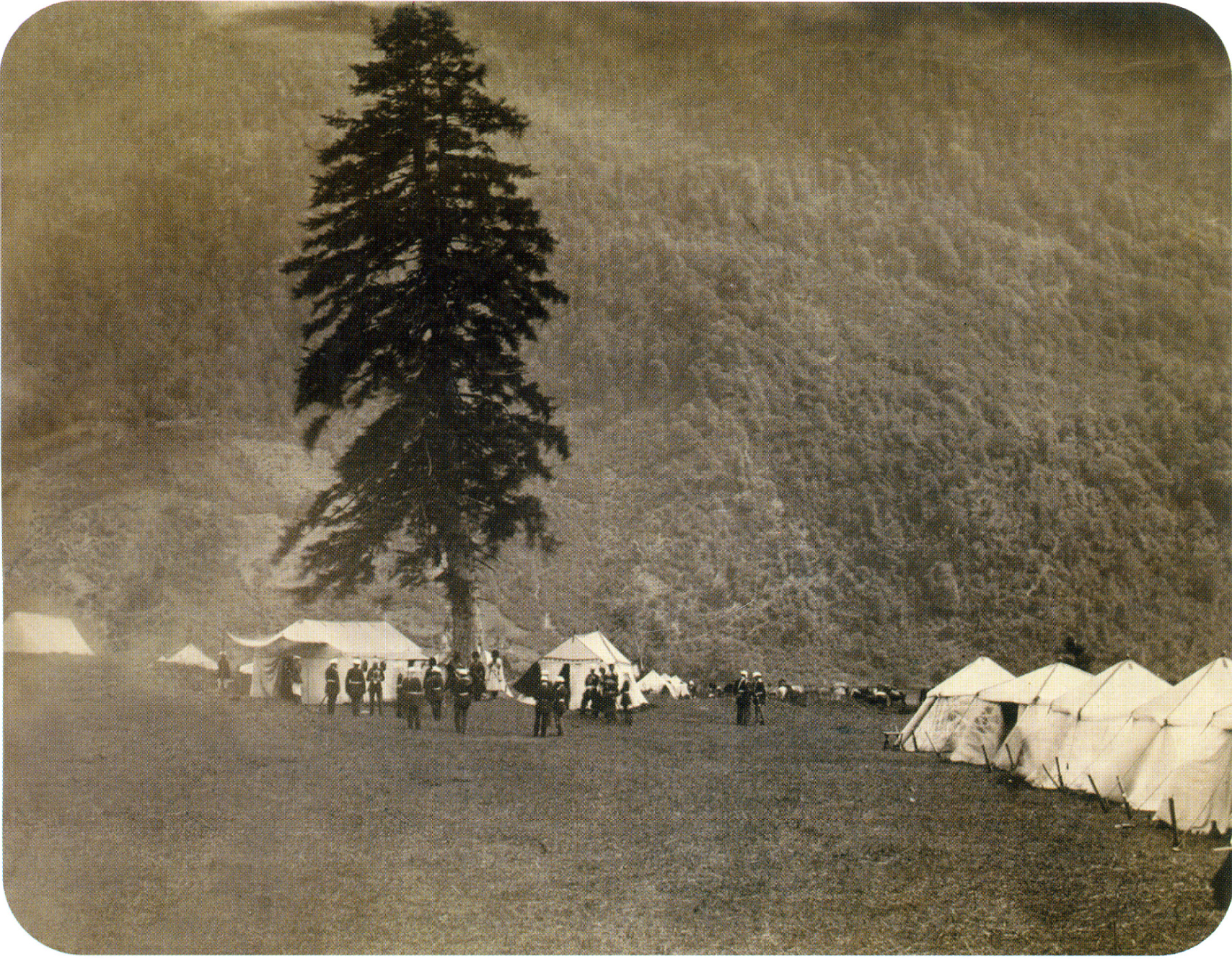
Rosyjscy żołnierze w Kbaade w 1864

We wczesnym średniowieczu sięgały tu granice Abchazji, a od XI w. Gruzji.
W XIX w. znajdowała się tu abchaska wioska Kbaade. W 1864 stoczona została tu ostatnia bitwa wojen rosyjsko-czerkieskich, a wieś została podporządkowana Rosji. Tubylczą ludność wysiedlono, po czym od 1869 osiedlali się tu głównie Rosjanie i Grecy. Nazwę Krasnaja Polana nadali w 1878 greccy osadnicy. W 1899 urzędowo wprowadzono nazwę Romanowsk, nawiązującą do panującej dynastii carskiej Romanowów. Po upadku caratu w 1917 powrócono do nazwy Krasnaja Polana.
W 1950 wieś otrzymała status osiedla typu miejskiego.

## Ludność
W 2002 miejscowość zamieszkiwali głównie Rosjanie (73,9%) i Grecy (14,2%). Spośród nacji historycznie związanych z regionem Gruzini stanowili 2,3%, Ormianie 1,8%, a Adygejczycy i Abchazowie po 0,1%.

## Sport
Podczas Zimowych Igrzysk Olimpijskich 2014 Krasnaja Polana była areną zmagań sportowców w wielu konkurencjach m.in. w biegach narciarskich, skokach narciarskich i kombinacji norweskiej na obiektach: Ekstrim-park „Roza Chutor”, ośrodek narciarstwa alpejskiego „Roza Chutor” i kompleks skoczni narciarskich „Russkije Gorki”. Obiekty były wykorzystane również podczas zimowych igrzysk wojskowych - Soczi 2017.